# Iberismus
Iberismus nebo Iberský federalismus je politické hnutí, které usiluje o sjednocení Španělska a Portugalska.

## Historie

Tradiční vlajka iberistů, kterou vytvořil roku 1854 Sinibald Mas y Sans

Společnými předky Španělů i Portugalců byli Iberové. V letech 1580-1640 byly obě země spojeny do personální unie. Za zakladatele moderního iberismu je pokládán spisovatel a politik José Marchena (1769-1821). Myšlenka iberismu měla velký ohlas mezi radikálními demokraty inspirovanými italským Risorgimentem nebo snahami o sjednocení Německa na národním základě. Iberisté chtěli zrušit obě monarchie a vytvořit federaci sedmi historických zemí (pěti španělských a dvou portugalských). Uvažovalo se také o hlavním městě unie, které by leželo mezi dosavadními metropolemi – byl navržen Santarém nebo Mérida. Vznikla i vlajka tohoto státu tvořená čtyřmi obdélníky: červený a žlutý reprezentuje Španělsko, modrý a bílý jsou z tehdejší vlajky královského Portugalska . K významným osobnostem hnutí patřili intelektuálové Sinibald Mas y Sans, Oliviera Martins, Juan Valera, Miguel de Unamuno či Emilio Castelar, přívržencem společného státu byl i generál Juan Prim. Iberismus podporovali také katalánští obrozenci jako Joan Maragall, kteří v něm viděli protiváhu proti kastilské dominanci.
Ve dvacátém století se k iberismu hlásili kritici obou vlád (hlavně té portugalské), jejich neschopnosti a zkorumpovanosti. Příkladem je Iberská anarchistická federace, působící v obou zemích.

## Současnost

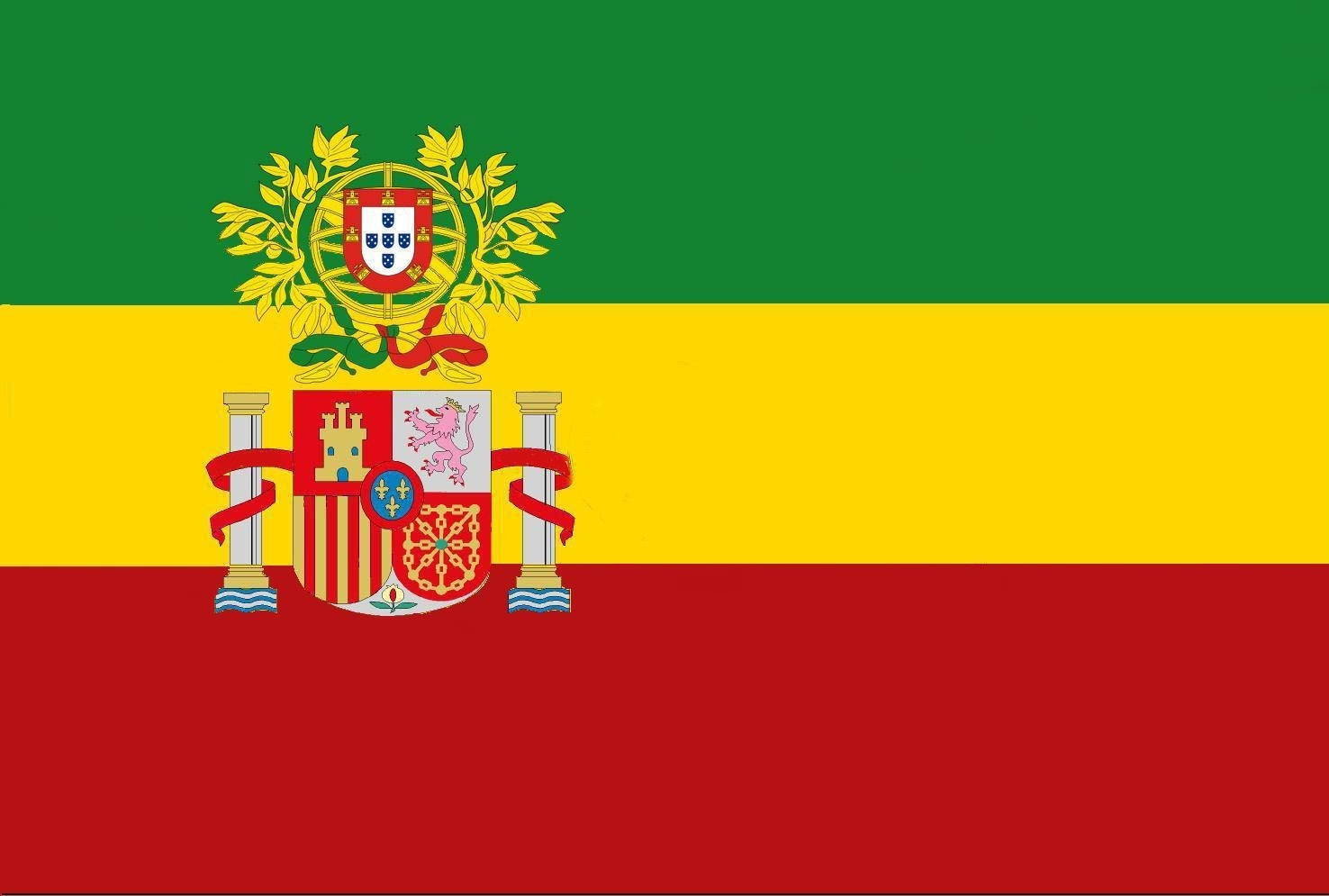
Moderní vlajka iberistů používá současné národní barvy i znaky obou zemí

Obě země mají podobnou historii, jazyk i kulturu (např. silné katolické cítění obyvatelstva), poukazuje se také na ekonomické výhody společného trhu po vzoru Beneluxu.
Po vstupu obou zemí do EU existuje intenzivní přeshraniční spolupráce (byla např. vytvořena společná ragbyová liga ), ale také nebyl dosud vyřešen územní spor o oblast Olivenza. V průzkumu roku 2011 se pro integraci obou zemí vyslovilo 40 % Španělů a 46 % Portugalců . Vlivnými hlasateli iberismu jsou spisovatelé Arturo Pérez-Reverte, José Saramago a Antonio Lobo Antunes, jejich záměry podpořil i Günter Grass . Plánovaný stát by měl zahrnovat celý Iberský poloostrov včetně Andorry a Gibraltaru. Byla by to 44. největší země světa, 22. nejlidnatější a 11. nejsilnější ekonomika.